# Distorsión de cruce por cero
La distorsión de cruce por cero es un tipo de distorsión que se caracteriza por la conmutación entre dispositivos que manejan una carga. Sucede con mayor frecuencia cuando se empalman dos transistores, y se encuentra comúnmnente en etapas de amplificadores clase B y AB, o de "push-pull".

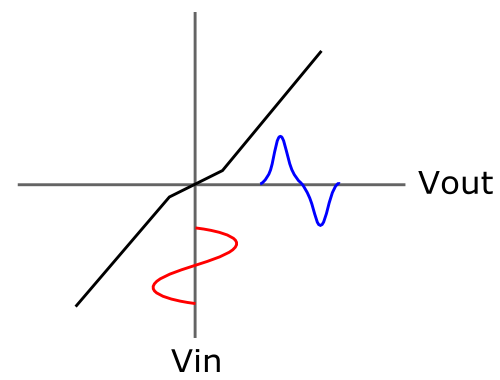
Entrada y salida característica de una etapa de amplificación de un amplificador Clase B complementario en configuración de emisor común.

El término cruce por cero se refiere al punto en el que la señal tiene un valor nulo cuando los dispositivos se encuentran en transición, en este caso, del transistor superior al inferior y viceversa,

## Mecanismo de distorsión

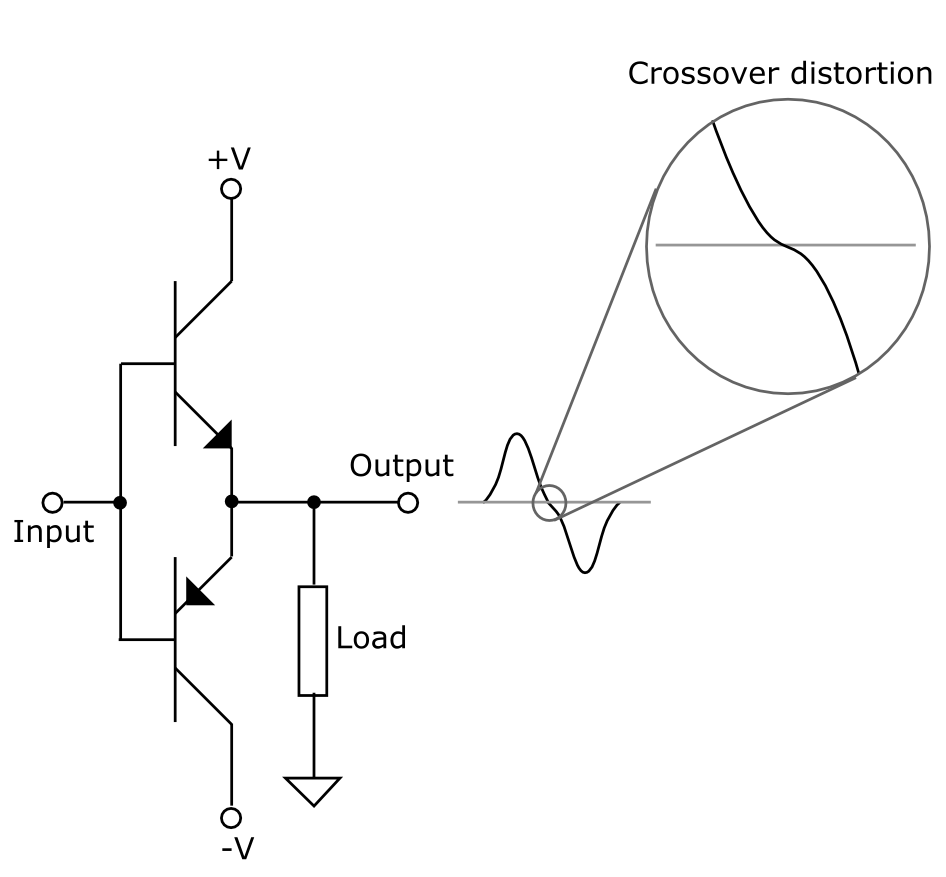
Distorsión de cruce por cero.

La imagen muestra la etapa de salida de un amplificador clase B complementario típico. Bajo ninguna condicionante de señal, la salida está exactamente a medio camino entre las fuentes (por ejemplo, a 0V). Cuando este es el caso, la polarización base-emisor de ambos transistores es cero, por lo cual están en la región de corte y no conducen.
Considere el semiciclo positivo: Mientras la entrada sea menor que el voltaje VBE de polarización en directa (≈ 0.65V) en el transistor NPN de la parte superior, éste estará apagado o conducirá muy poco (esta operación es igual a la de un diodo en lo que concierne a la corriente de base), y el voltaje de salida no sigue a la entrada. El transistor PNP inferior sigue apagado porque está polarizado en inversa con la entrada positiva. Lo mismo sucede con el transistor inferior al pasar al semiciclo negativo: permanece apagado a pesar de estar polarizado directamente y el NPN no se enciende porque está polarizado en inversa. Por ello, para entradas de aproximadamente ±0.65V, el voltaje de salida no es una réplica ni una versión amplificada de la entrada, y podemos verlo como una imperfección en la forma de onda de salida cerca de 0V. Esta imperfección es la forma más evidente de la distorsión de cruce por cero y se hace más evidente e importante cuando la amplitud de voltaje pico a pico es reducida.
Otras formas menos notorias de distorsión pueden ser observadas en este mismo circuito. Un seguidor de emisor (colector común) tendrá una ganancia de voltaje de poco menos de 1. En el circuito mostrado, el seguidor de emisor NPN y el seguidor de emisor PNP tendrán, en general,ganancias de voltaje ligeramente diferentes, llevando a ganancias distintas encima y debajo de tierra. Asimismo, existen otras formas sutiles de distorsión de cruce, debidas a diferencias entre los dispositivos NPN y PNP.

## Posibles soluciones
En el caso de un amplificador clase B o AB, la distorsión de cruce por cero puede ser reducida utilizando una ligera polarización positiva en el circuito base de tal forma que los transistores estén inactivos para una corriente de salida pequeña. La polarización positiva provoca que el circuito opere en modo de clase AB, en el cual ambos transistores están encendidos durante el cruce. Esto puede reducir o eliminar la arruga característica de la distorsión de cruce por cero, aunque otros tipos de distorsión permanecerán.
Como con muchos tipos de distorsión, otra forma en que se puede reducir la distorsión de cruce por cero es mediante el uso de retroalimentación. Comparando la salida actual con la salida deseada, y ajustando la entrada para corregir cualquier error, es posible reducir significativamente la distorsión. Esto puede ser hecho con un amplificador operaional, o con un circuito discreto.

Un mejor amplificador de push-pull.

En el ejemplo mostrado, el amplificador operacional es usado para reducir la distorsión de un par de transistores conectados en forma push-pull. Los opamps son amplificadores diferenciales de voltaje con una ganancia muy alta (a veces modelada como infinita). En un modelo ideal, la salida del opamp es sostenida de tal forma que ambas entradas del opamp estén exactamente al mismo voltaje. En este caso, dado que la entrada inversora está directamente conectada a la salida, el voltaje en la entrada no inversora es siempre igual al voltaje en la salida y al de la entrada inversora, eliminando con ello la distorsión. Con un modelo más preciso de un amplificador operacional (con ganancia no infinita) la distorsión se reduce en una proporción igual a la ganancia del opamp.
La mayoría de los amplificadores de potencia (incluyendo equipos de alta fidelidad) emplean ambas técnicas, utilizando tanto amplificadores clase AB como retroalimentación, ofreciendo una eficiencia razonable y niveles bajos de distorsión.